# Verzorgingsflat
Een verzorgingsflat is een woonvorm voor ouderen in een verzorgingshuis, waar zij zelfstandig kunnen leven, maar waar zorg en ondersteuning beschikbaar zijn. Dit wil zeggen dat de oudere hulp kan inschakelen van bijvoorbeeld een zusterpost maar er zijn ook andere voorzieningen aanwezig, zoals een restaurant, een winkeltje of tafeltje-dek-je. 
Verblijf in een verzorgingshuis gaat meestal vooraf aan een verblijf in een verpleeghuis, waar meer medische zorg voorhanden is. Beide worden echter betaald uit de Algemene Wet Bijzondere Ziektekosten (AWBZ). De AWBZ is net als de WIA en de AOW een sociale verzekering waar Nederlanders aan meebetalen via hun inkomstenbelasting. Ongeveer 13 procent van de eerste twee schijven van het bruto-inkomen wordt daarvoor bestemd.  
De verzorgingsflat is op zijn retour. Er is steeds meer leegstand. Steeds meer ouderen willen zo lang mogelijk in hun eigen woonomgeving blijven, geholpen door technische middelen (domotica) of thuiszorg. De gemeenten krijgen vanaf 2007 via de Wet maatschappelijke ondersteuning (WMO) de taak toebedeeld die ondersteuning aan huis goed te regelen. 